# Philonotis roylei
Philonotis roylei là một loài rêu trong họ Bartramiaceae. Loài này được Hook. f. Mitt. mô tả khoa học đầu tiên năm 1859.